# Langey
Langey ist eine ehemalige Gemeinde und heutige Commune déléguée mit 355 Einwohnern (Stand: 1. Januar 2018) in der Commune nouvelle Vald’Yerre.
Die Gemeinde gehörte zum Kanton Brou. Sie war ein Mitglied der Communauté de communes des Trois Rivières.
Mit Wirkung vom 1. Januar 2017 wurde sie mit Arrou, Boisgasson, Châtillon-en-Dunois und Saint-Pellerin zur neuen Gemeinde Commune nouvelle d’Arrou (seit 1. Januar 2023 Vald'Yerre) zusammengelegt. Nachbarorte sind Saint-Pellerin im Nordwesten, Lanneray im Nordosten, Saint-Hilaire-sur-Yerre im Südosten, Ruan-sur-Egvonne und Bouffry im Südwesten und Boisgasson im Westen.

## Bevölkerungsentwicklung
| Jahr      | 1962 | 1968 | 1975 | 1982 | 1990 | 1999 | 2008 | 2014 |
| --------- | ---- | ---- | ---- | ---- | ---- | ---- | ---- | ---- |
| Einwohner | 491  | 429  | 357  | 363  | 297  | 315  | 352  | 352  |

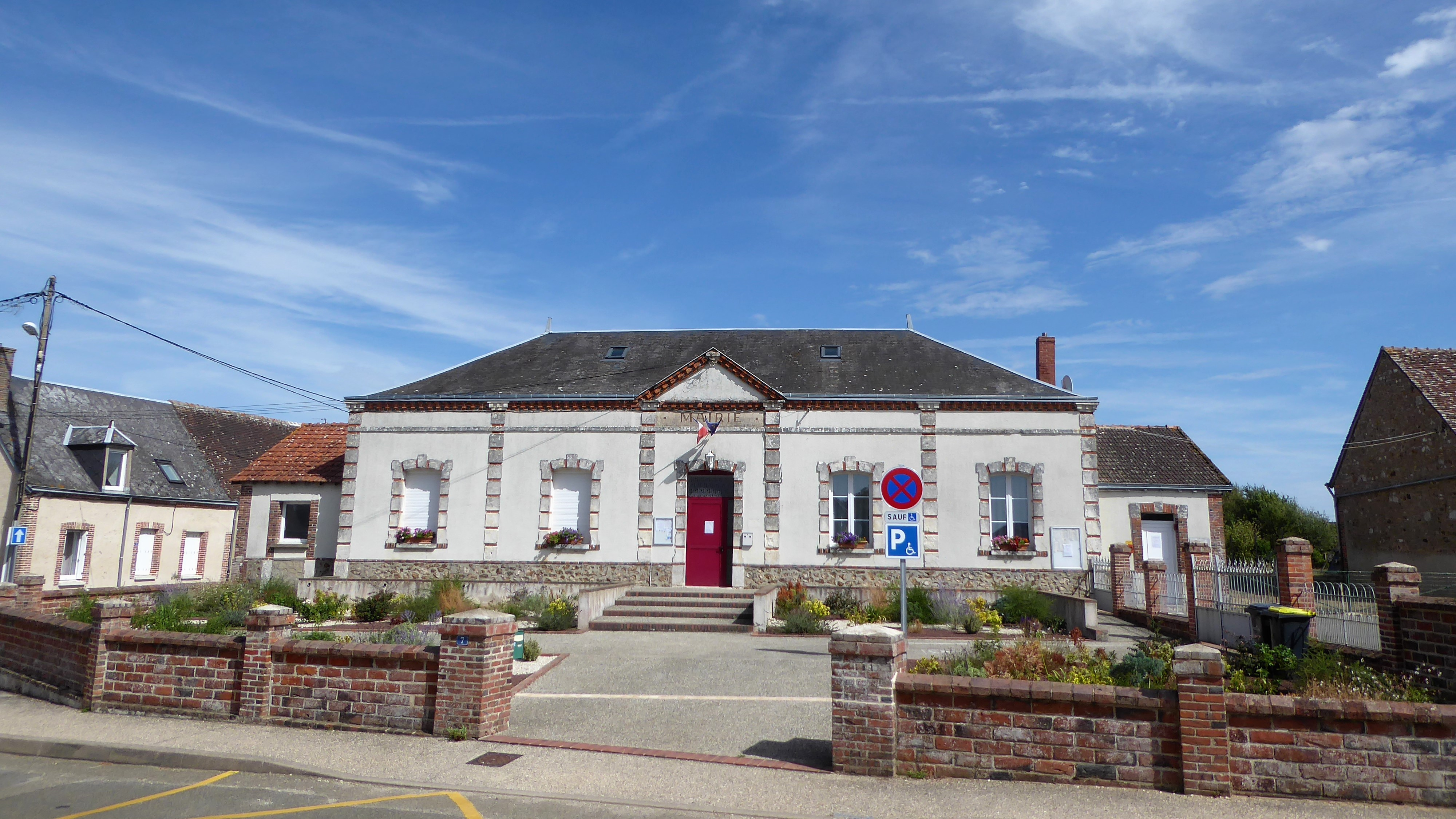
Ehemaliges Rathaus
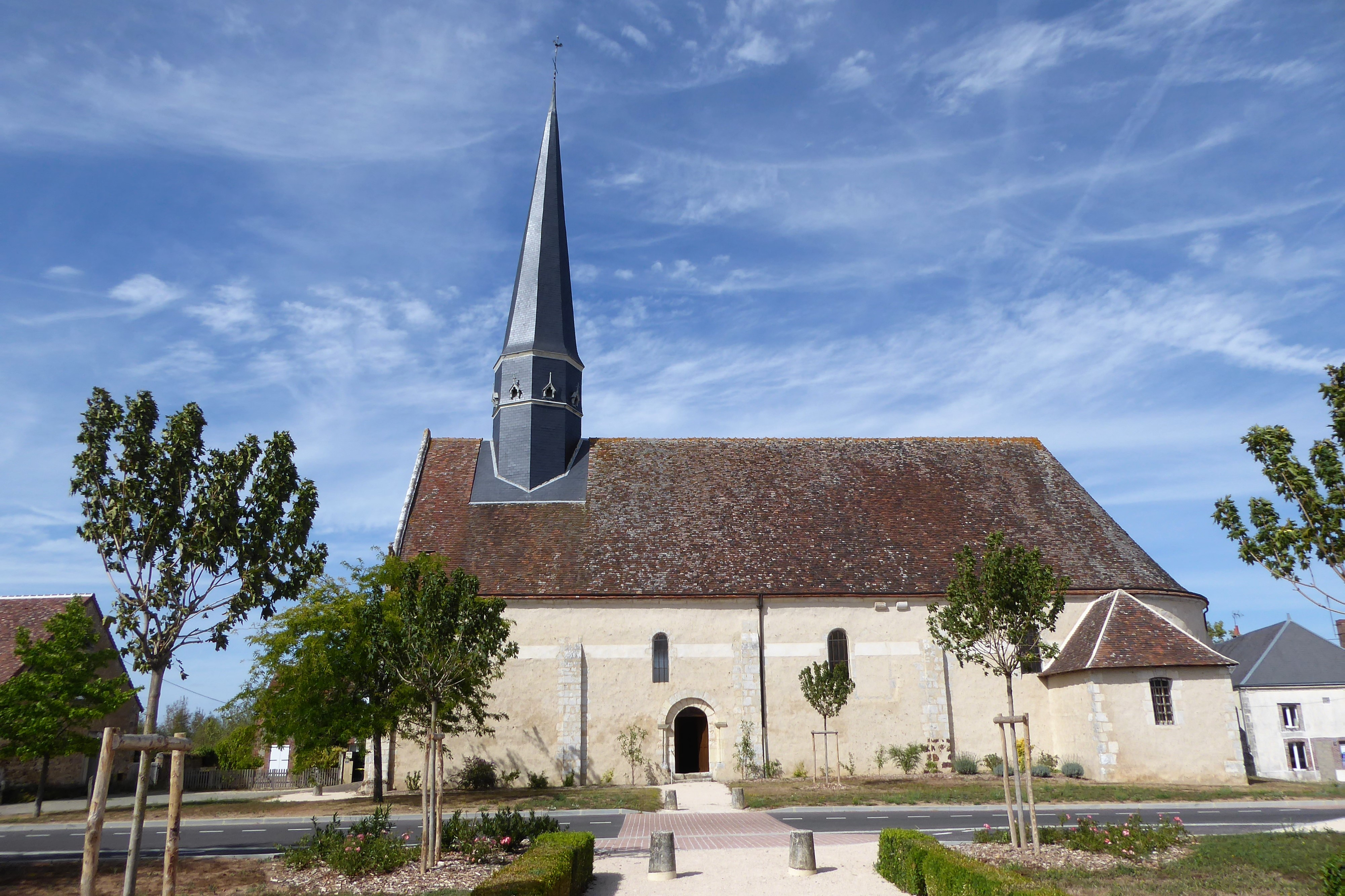
Kirche Saint-Pierre